# Dominique Lebrun
Pour les articles homonymes, voir Dominique Lebrun (homonymie) et Lebrun.
Dominique Lebrun, né le 10 janvier 1957 à Rouen (Seine-Maritime), est un prélat catholique français, évêque de Saint-Étienne de 2006 à 2015 avant d'être nommé archevêque de Rouen.

## Biographie

### Jeunesse et formation
Dominique Lebrun est le fils d’Auguste Lebrun, magistrat, et de Geneviève Facque, et est le benjamin d’une famille de huit enfants. Il passe son enfance à Villemomble. Il obtient d'abord une maîtrise de droit civil à la faculté de droit d'Assas avant d'entrer en 1978 au séminaire français de Rome puis à l'Institut catholique de Paris. Il a soutenu sa thèse de doctorat en science théologique, dirigée par le dominicain Pierre-Marie Gy, en 1990.
Sa mère est entrée en religion après son veuvage et la fin de l'éducation de ses enfants. Elle a prononcé ses vœux sous le nom de sœur Geneviève Marie. Dominique Lebrun est également, pendant 13 ans, arbitre officiel au sein de la Fédération française de football.

### Principaux ministères
Après son baccalauréat obtenu en 1973, il entre en faculté de droit. Il adhère au Mouvement de la jeunesse catholique de France animé par des prêtres traditionalistes de la Fraternité sacerdotale Saint-Pie-X[réf. souhaitée]. En 1977, il obtient une maîtrise en droit des affaires.
Il part alors à Rome suivre les cours de l’Angelicum puis intègre le Séminaire français pour le compte du diocèse de Saint-Denis.
Il a été ordonné prêtre le 9 juin 1984 pour le diocèse de Saint-Denis. Il fut vicaire à la paroisse Saint-Baudile de Neuilly-sur-Marne de 1985 à 1994, puis curé de la paroisse Saint-Germain de Pantin jusqu'en 1998.
Il devient ensuite directeur spirituel au séminaire français de Rome jusqu'en 2001, pour revenir dans son diocèse de Saint-Denis à Saint-Denis. Il est responsable de la formation permanente des jeunes prêtres du diocèse et chargé de mission auprès du monde économique et professionnel de La Plaine-Saint-Denis ; il officie à l'église Sainte-Geneviève de la Plaine à Saint-Denis. En sus, il est nommé en 2003 curé de la cathédrale-basilique de Saint-Denis et des autres paroisses du secteur de Saint-Denis, ainsi que membre du bureau du conseil presbytéral.
De 1994 à 1997, il a dirigé La Maison-Dieu, revue de formation de pastorale liturgique, publiée par les éditions du Cerf sous la responsabilité du Service national de pastorale liturgique et sacramentelle (CNPL), pour laquelle il a ponctuellement continué d'écrire jusqu'en 2002.
Le prêtre, toujours en sandales, est sollicité par le nonce en juin 2006. Officiellement nommé évêque de Saint-Étienne le 28 juin 2006, il reçoit la consécration épiscopale le 9 septembre suivant du cardinal Philippe Barbarin. En 2010, il est le premier évêque français à participer à la « marche pour la vie ».
Au sein de la Conférence des évêques de France, il a été membre du Conseil pour la communication. De 2008 à 2012, président du Conseil d’orientation de RCF, Radios chrétiennes francophones. Aujourd’hui, membre du conseil famille et société de la Conférence des évêques de France plus particulièrement pour le monde de la justice.
Le 10 juillet 2015, il est nommé par le pape François archevêque de Rouen. Il est installé en la cathédrale de Rouen le 11 octobre 2015.
Il bénit le 3 avril 2016 dans la cathédrale de Rouen les nouvelles cloches qui composent le carillon, réalisées par la fonderie Paccard.
Le 29 juin 2016, il reçoit son pallium béni par le pape François au cours de la solennité des apôtres Pierre et Paul en la basilique Saint-Pierre, il concélèbre aussi la messe près de l'autel avec le pape. Pour la première fois en France, c'est le 8 septembre lors d'une cérémonie dans la cathédrale de Rouen que le nonce apostolique Luigi Ventura, représentant du pape en France, lui impose le pallium, symbole de sa fonction d'archevêque métropolitain.

### Prise d'otages de Saint-Étienne-du-Rouvray
Il était présent pour les Journées mondiales de la jeunesse en Pologne, le mardi 26 juillet 2016, quand un de ses prêtres, l'abbé Jacques Hamel, est égorgé pendant la messe du matin par deux islamistes au cours d'une prise d'otages dans l'église de Saint-Étienne-du-Rouvray.
De Pologne, l'évêque rappelle que : « L'Église catholique ne peut prendre d'autres armes que la prière et la fraternité entre les hommes [poursuit-il]. Je laisse ici des centaines de jeunes qui sont l'avenir de l'humanité, la vraie. Je leur demande de ne pas baisser les bras devant les violences et de devenir des apôtres de la civilisation de l'amour. », et décide de rejoindre son diocèse. Il est reçu à Paris le soir au palais de l'Élysée par le président de la République François Hollande.

## Succession apostolique
Dominique Lebrun a ordonné les évêques suivants :
- Évêque Olivier de Cagny (2023)
- Évêque Grégoire Cador (2023)

## Distinction
- Chevalier de la Légion d'honneur (décret du 14 avril 2017 du président François Hollande au titre de 32 ans de service[16])[17].